# ポートオブスペイン

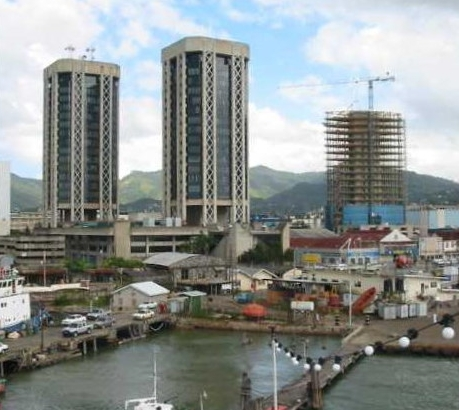
港からの眺め

ポートオブスペイン（Port of Spain）は、トリニダード島北部に位置する都市で、トリニダード・トバゴの首都である。同国の都市の中では最も面積が狭い。島の西岸に位置し、パリア湾に面している。緯度は北緯10°40′、経度は61°30′、標高は14m。
気候は1年を通して温暖湿潤。各月の気温は25度前後で、湿度は年間を通じて80%前後。降水量は6月-8月の間200mmを超える。最低は3月で30mmを下回る。人口は3万7,074人（2011年統計）で、都市圏人口は約8万人。

## 歴史
ポートオブスペインは、市中心部の西、現在ムクラポ (Mucurapo) として知られている地域にある、アメリカインディアンの漁村であるクムクラポ (Cumucurapo)（「パンヤの地」の意味）の近くに設立された。コンケラビア (Conquerabia) という名称は、この地域のアメリカインディアンの入植地にも記録されている。これは他の村（別名クムクラポ）であるか、またはここに港町のプエルトデロスエスパニョレス (Puerto de los Españoles)（後のプエルトデエスパーニャ (Puerto de España)）を設立した初期のスペイン人入植者による誤解から生じた名称の可能性がある。1560年、スペインの駐屯地がラヴェンティーユの丘のふもと近くに配置された。ラヴェンティーユの丘は現在、市の東の境界を形成している。
今日のポートオブスペインのダウンタウンの海に最も近い部分は、かつてはマングローブに覆われた干潟エリアであった。ここにある最初のスペインの建築物は、大きなパンヤの木と他の木の間に散在する、16、17世紀の土塗りのアジュパ（ajoupa）であった。砦は泥壁の囲いで、内部には小屋、旗竿、2、3門の大砲があり、スペイン兵はほとんどいなかった。砦は、1595年4月のウォルター・ローリーの遠征で占拠された。カリーナ人は短期滞在で、本土（現在のベネズエラ）へ移動し、オリノコ川を遡っていった。フランス海軍の司令官Comted'Estréesが1680年に訪れ、ポートオブスペインは無かったと報告した。しかし、1690年、スペインの知事ドン・セバスチャン・デ・ロテタ（Don Sebastien de Roteta）はスペイン国王に書面で報告した。
1757年までに、内陸約11 kmの旧首都サンホセデオルーニャ（現代のセントジョセフ）が荒廃し、ドンペドロデラモネダ知事がポートオブスペインに自身の邸宅を移し、トリニダードの事実上の首都となった。トリニダードの最後のスペイン知事であるドンホセマリアチャコンは、新しい首都の開発に多くの時間を費やした。彼は島のカビルド（統治評議会）にポートオブスペインへの移動を強制し、カビルドの権限を地方自治体に限定しました。島へのフランスのカトリック教徒の定住を奨励した1783年のCedula of Populationが、町の人口の急速な増加と、地理的な西方への拡大をもたらした。
ラヴェンティーユ（Laventille）の丘のふもとにある小さな建物群から、セントアンス川に囲まれた地域まで西に11の通りが配置され、ポートオブスペインのダウンタウンに現在も存在する格子状街路パターンが確立された。 海岸沿いにはパレードの行われたマリーナ広場（マリンスクエア）があった。1786年までに、町の人口は約3,000人になった。

## 気候
| ポート・オブ・スペインの気候              | ポート・オブ・スペインの気候 | ポート・オブ・スペインの気候 | ポート・オブ・スペインの気候 | ポート・オブ・スペインの気候 | ポート・オブ・スペインの気候 | ポート・オブ・スペインの気候 | ポート・オブ・スペインの気候 | ポート・オブ・スペインの気候 | ポート・オブ・スペインの気候 | ポート・オブ・スペインの気候 | ポート・オブ・スペインの気候 | ポート・オブ・スペインの気候 | ポート・オブ・スペインの気候 |
| 月                                        | 1月                          | 2月                          | 3月                          | 4月                          | 5月                          | 6月                          | 7月                          | 8月                          | 9月                          | 10月                         | 11月                         | 12月                         | 年                           |
| ----------------------------------------- | ---------------------------- | ---------------------------- | ---------------------------- | ---------------------------- | ---------------------------- | ---------------------------- | ---------------------------- | ---------------------------- | ---------------------------- | ---------------------------- | ---------------------------- | ---------------------------- | ---------------------------- |
| 最高気温記録 °C （°F）                    | 33.2 (91.8)                  | 33.0 (91.4)                  | 34.9 (94.8)                  | 34.9 (94.8)                  | 35.3 (95.5)                  | 34.4 (93.9)                  | 33.5 (92.3)                  | 34.2 (93.6)                  | 36.5 (97.7)                  | 35.5 (95.9)                  | 33.8 (92.8)                  | 33.2 (91.8)                  | 36.5 (97.7)                  |
| 平均最高気温 °C （°F）                    | 28.0 (82.4)                  | 28.9 (84)                    | 30.3 (86.5)                  | 31.0 (87.8)                  | 33.1 (91.6)                  | 31.5 (88.7)                  | 31.3 (88.3)                  | 31.7 (89.1)                  | 32.2 (90)                    | 32.2 (90)                    | 31.5 (88.7)                  | 31.1 (88)                    | 31.07 (87.93)                |
| 平均最低気温 °C （°F）                    | 17.0 (62.6)                  | 19.2 (66.6)                  | 20.7 (69.3)                  | 22.0 (71.6)                  | 23.0 (73.4)                  | 23.3 (73.9)                  | 23.0 (73.4)                  | 23.0 (73.4)                  | 23.1 (73.6)                  | 22.6 (72.7)                  | 22.3 (72.1)                  | 21.0 (69.8)                  | 21.68 (71.03)                |
| 最低気温記録 °C （°F）                    | 15.6 (60.1)                  | 16.1 (61)                    | 16.7 (62.1)                  | 17.2 (63)                    | 18.9 (66)                    | 19.7 (67.5)                  | 18.3 (64.9)                  | 18.9 (66)                    | 19.4 (66.9)                  | 19.4 (66.9)                  | 17.9 (64.2)                  | 16.7 (62.1)                  | 15.6 (60.1)                  |
| 雨量 mm （inch）                          | 42.9 (1.689)                 | 39.8 (1.567)                 | 16.9 (0.665)                 | 27.7 (1.091)                 | 67.5 (2.657)                 | 155.6 (6.126)                | 193.6 (7.622)                | 244.0 (9.606)                | 190.5 (7.5)                  | 143.3 (5.642)                | 210.5 (8.287)                | 75.7 (2.98)                  | 1,408 (55.433)               |
| 平均降雨日数 （≥0.1mm）                   | 11                           | 10                           | 6                            | 6                            | 11                           | 20                           | 21                           | 19                           | 16                           | 15                           | 18                           | 13                           | 166                          |
| % 湿度                                    | 81                           | 80                           | 77                           | 77                           | 79                           | 84                           | 84                           | 84                           | 84                           | 85                           | 86                           | 84                           | 82                           |
| 平均月間日照時間                          | 241.3                        | 231.3                        | 248.3                        | 237.5                        | 233.2                        | 183.7                        | 205.9                        | 212.5                        | 197.1                        | 207.4                        | 197.7                        | 214.5                        | 2,610.4                      |
| 出典1：World Meteorological Organization  |                              |                              |                              |                              |                              |                              |                              |                              |                              |                              |                              |                              |                              |
| 出典2：NOAA（sun, extremes and humidity） |                              |                              |                              |                              |                              |                              |                              |                              |                              |                              |                              |                              |                              |

## 交通
- ピアルコ国際空港が25km東に位置している。

## 姉妹都市
- アトランタ（アメリカ合衆国）
- セントキャサリンズ（カナダ）
- ジョージタウン（ガイアナ協同共和国）